# Catedral de Pisa
La catedral de Santa Maria Assumpta, al centre de la Piazza dei Miracoli, és la catedral medieval de Pisa. Obra representativa del romànic pisà, és un testimoni del prestigi i la riquesa aconseguits per la república marinera de Pisa al moment del seu apogeu. El seu campanar és la cèlebre Torre de Pisa.

## Història
Fou iniciada entre els anys 1063-1064 per l'arquitecte Buscheto, amb la desena part del botí de l'empresa pisana contra les Illes Balears. En ella s'hi fonen van elements estilístics diversos, clàssics, llombards, romans d'Orient i en particular islàmics, per demostrar la presència internacional dels mercaders pisans d'aquells temps.
Al mateix any s'iniciava també la reconstrucció de la Basílica de Sant Marc a Venècia, pel que pot inferir-se que també hi va haver certa rivalitat entre les dues repúbliques marineres per crear el lloc de culte més bell i sumptuós. La catedral va ser consagrada el 1119 pel Papa Gelasi II, que pertanyia a la família pisana dels Gaetani (o Caetani), comtes de Terriccio i d'Oriseo.
A la primera meitat del segle xii va ser ampliada sota la direcció de l'arquitecte Rainaldo a qui va correspondre el projecte de la façana actual, conclosa pel seu grup de mestres guiats pels escultors Guglielmo i Biduino. L'aspecte actual del complex edilici és el resultat de repetides campanyes de millora i restauració que es van succeir en diverses èpoques. Les primeres intervencions radicals es van realitzar després de l'incendi de 1595: es van elaborar les portes de bronze de la façana, obra d'escultors de l'escola de Giambologna; a partir del segle xviii es va iniciar el progressiu revestiment de les parets internes amb grans pintures en tela, els quadres amb Històries de beats i sants pisans, realitzats pels principals artistes de l'època gràcies a la iniciativa d'alguns ciutadans que es van finançar creant una activitat comercial per a l'efecte. Les últimes intervencions es van fer durant el segle xix i es van concentrar en les decoracions internes i externes que, en molts casos, per exemple per a les escultures de la façana, van ser substituïdes per còpies, amb les originals preservades al Museu de la Catedral.

## Configuració arquitectònica
En la seva configuració inicial l'edifici tenia planta de creu grega amb una cúpula sobre l'encreuament dels dos braços. A la configuració final la Catedral té planta de creu llatina amb cinc naus amb absis i transsepte de tres naus. L'interior actual suggereix un efecte espacial similar al de les grans mesquites, amb una seqüència d'espais sense uns límits visualment clars, a penes definits per les columnes interiors.
L'edifici, com el campanar, està enfonsat perceptiblement a terra, i es poden veure amb facilitat alguns desequilibris en la construcció, així com les diferències de nivell entre la nau de Buscheto i la prolongació per obra de Rainaldo.

## Exterior
La riquíssima decoració exterior comprèn marbres multicolors, mosaics i nombrosos objectes de bronze provinents de botins de guerra, entre els quals el Griu usat com a part del sostre, provinent de Palerm en 1061. Els arcs de perfil agut fan referència a influències musulmanes del centre d'Itàlia. Els tres portals estan sota tres ordres de lògies dividides per cornises amb tessel·les de marbre, després de les quals s'obren monófores, bífores i trífores.
La porta principal de bronze massís va ser fosa al taller de Giambologna, però antigament els visitants entraven a la catedral a través de la Porta de Sant Ranier, avui col·locada enrere, enfront de la Torre inclinada. Fosa entorn del 1180 per Bonanno Pisano, i única que va sobreviure a l'incendi que semidestruí la nau, aquesta porta va ser transferida del seu lloc original a la façana precisament després de l'incendi. La porta de sant Ranier està decorada amb 24 motius ornamentals dins de cornises. Aquesta porta és una de les primeres produïdes a Itàlia a l'Edat Mitjana, després de la importació de nombrosos exemples de Constantinoble (a Amalfi, Salern, Roma, Montecassino, Venècia) i s'admira d'ella una sensibilitat occidental, que se separa de la tradició romana d'Orient. Sobre les portes hi ha quatre fileres de galeries obertes, amb la Verge i el Nen al cim i, als angles, els quatre evangelistes. La tomba de Buscheto es troba a l'esquerra de la porta nord de la façana.

## Interior

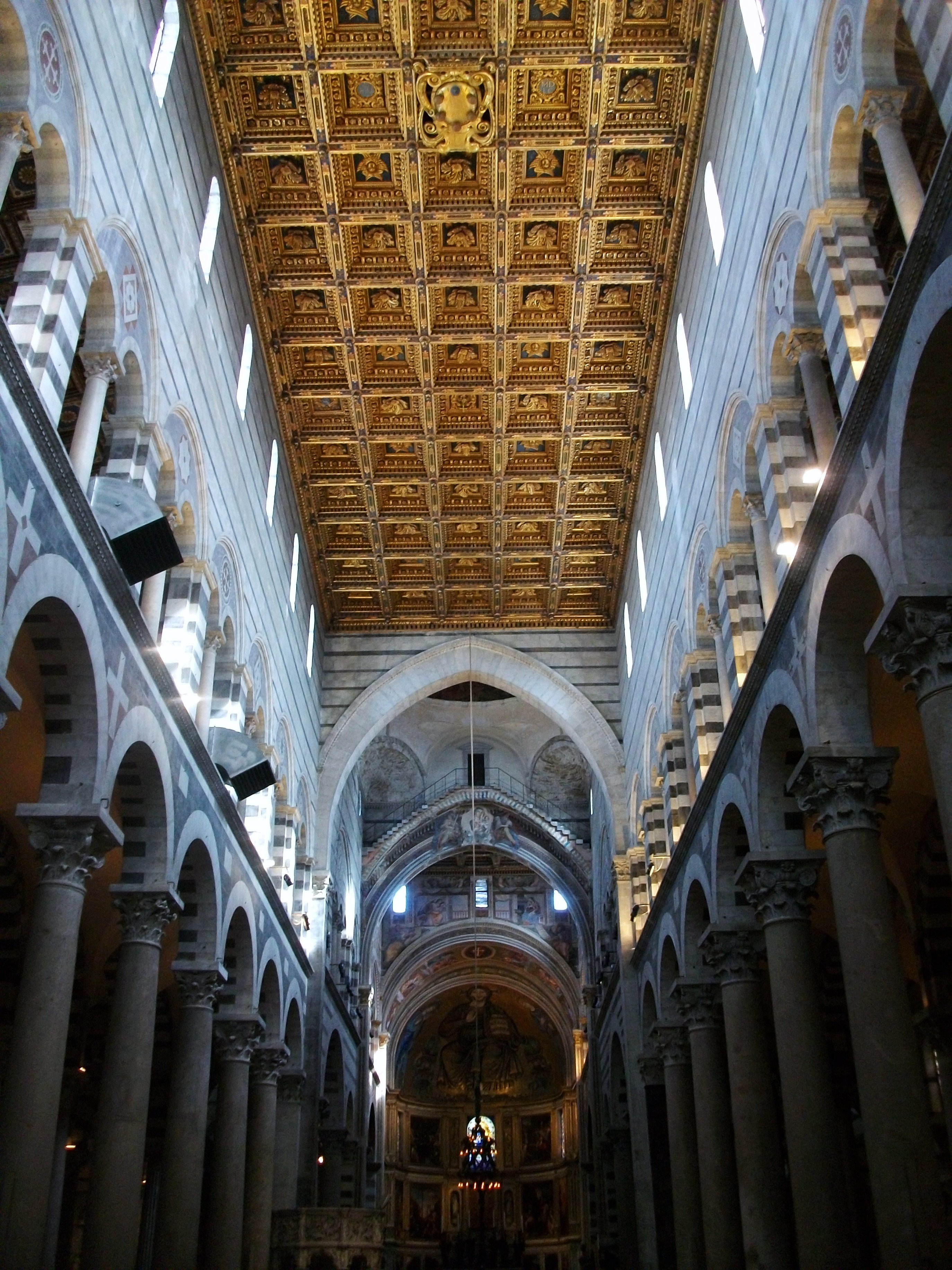
Interior de la Catedral

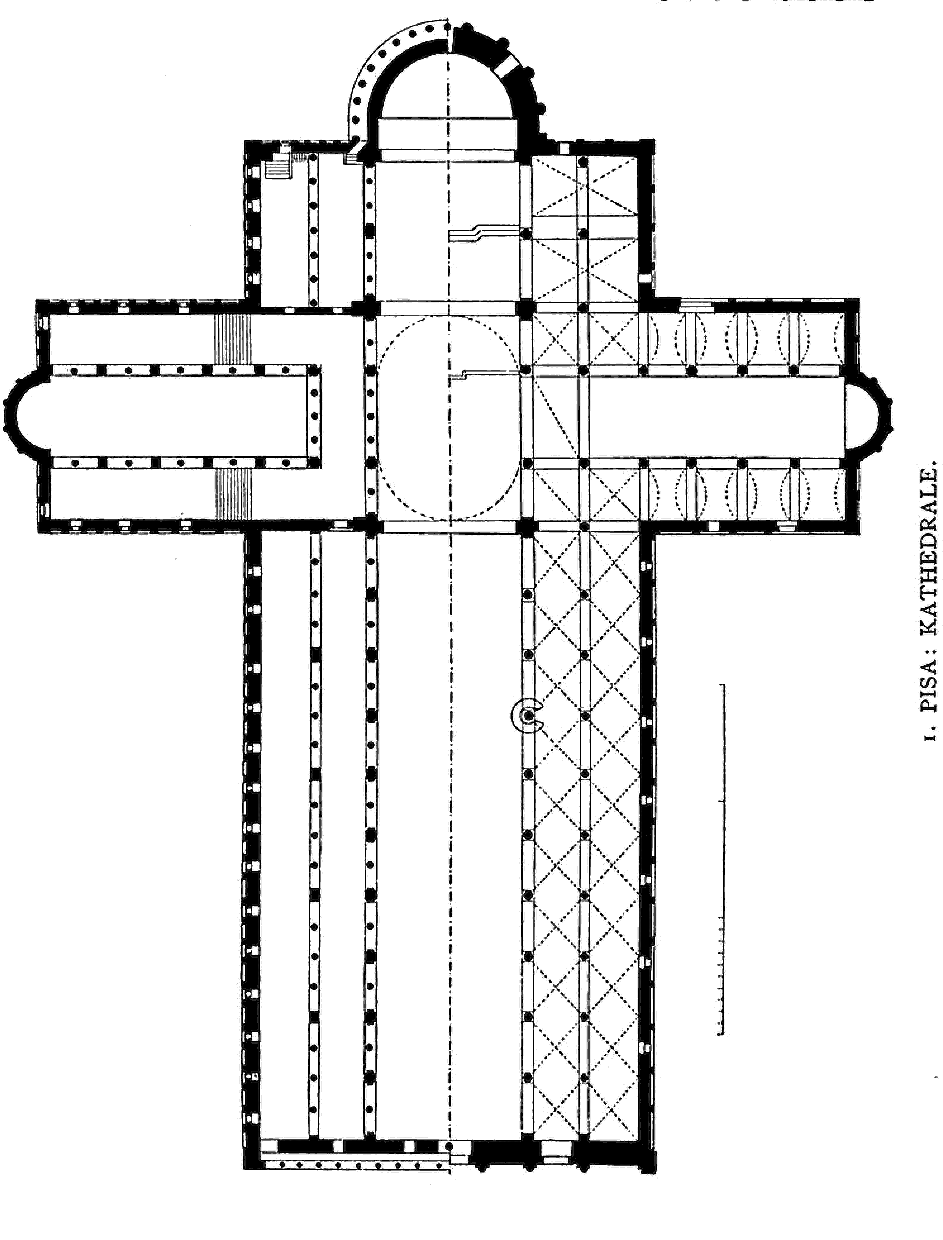
Planta

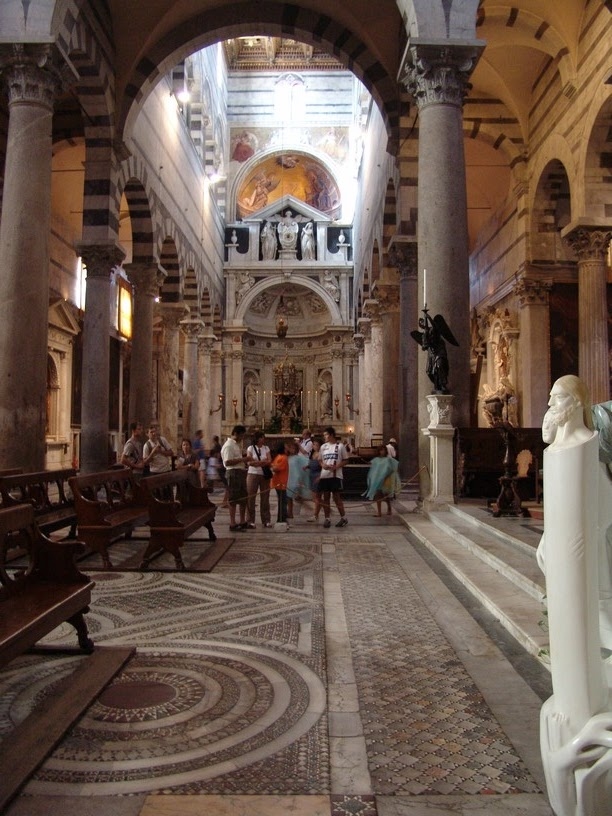
Capella del Santissim Sacrament

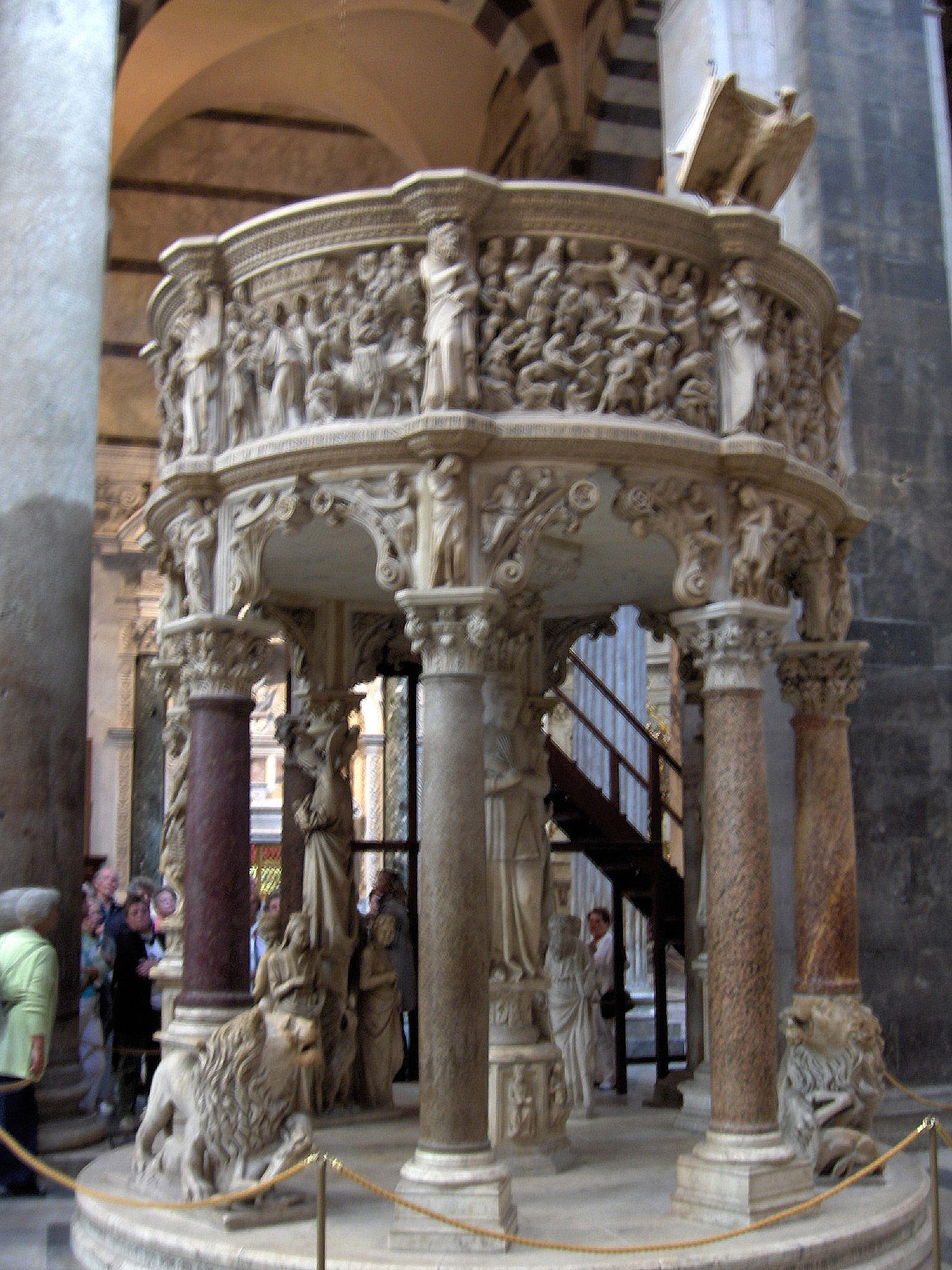
El púlpit de Giovanni Pisano

Els parlaments interiors estan revestits verticalment amb marbres blancs i negres. Té un sostre pla fet de teginats daurats, en fusta i pintat, executat el segle xvii pels florentins Domenico i Bartolomeo Atticiati. No se sap si el sostre original era similar o si per contra només era fet de simples encavallades. El sostre actual daurat mostra l'escut dels Médici.
Al punt de trobada entre els transseptes i el cos central s'alça la cúpula amb frescos de la Verge en la glòria i els sants pisans Orazio i Girolamo Riminaldi (1627-1631). Les impressionants columnes granítiques en estil corinti entre la nau i l'absis provenen de la mesquita de Palerm, botí de la batalla en la "Cala" de 1063.
El gran mosaic de l'absis amb Crist en majestat, envoltat per la Verge i Sant Joan evangelista va ser acabat amb el rostre de sant Joan per Cimabue en 1302, i va sobreviure a l'incendi de 1595. El Sant Joan Evangelista és la darrera obra realitzada per ell abans de morir i una de les poques de les seves de les que hi ha documentació certificada. Evoca els mosaics de les esglésies romanes d'Orient i normandes, com la de Cefalù i Monreale, a Sicília.
Entre les obres medievals que van sobreviure a l'incendi figuren el fresc La Verge amb el Nen del Mestre Pisano de Sant maldestre en l'arc triomfal, i sota ell el paviment cosmatesco, realment rar fora del Laci. Va ser realitzat amb tessel·les de marbre usant temes geomètrics en opus alexandrinum cap a mitjans del segle xii. El púlpit, obra mestra esculpida per Giovanni Pisano entre 1302 i 1310, va sobreviure a l'incendi però va ser desmuntat durant els treballs de restauració i no va ser reposat fins al 1926. Amb la seva estructura arquitectònica i la complexa decoració escultórea, l'obra és una de les més vastes narracions per imatges del segle xiv que reflecteix la renovació i el fervor religiós de l'època. Les plaques, lleugerament corbes, s'hi van esculpir amb un llenguatge expressiu els episodis de la Vida de Crist. L'estructura és poligonal com als exemples anàlegs precedents de Siena i de Pistoia, però a Pisa per primer cop els panells estan lleugerament corbats, donant una idea de circularitat nova en el seu gènere. Igualment originals són la presència de cariàtides, figures esculpides en lloc de columnes simples, que simbolitzen les Virtuts; o l'ús de mènsules en lloc d'arcs per sostenir el pis alçat; o l'extraordinari sentit del moviment, donat per les nombroses figures que omplen cada espai. Per aquestes qualitats unides a la tècnica narrativa de les nou escenes és considerat com l'obra mestra de Pisano i de tota l'escultura gòtica italiana. El púlpit de Pisano va substituir el realitzat per Guglielmo (1157-1162, també anomenat Púlpit del Mestre Guglielmo), que va ser enviat a la Catedral de Càller, dependent de l'arquebisbe de Pisa. Com que no hi havia documentació de com era el púlpit abans de ser desmantellat, va ser reconstruït en una posició diferent de l'original i, segurament, amb les parts en el mateix ordre i orientació de com s'havia pensat. No se sap si posseïa o no una escala de marbre.
L'església conserva les relíquies de Sant Rainier, patró de Pisa, i la fragmentària tomba d'Enric VII de Luxemburg, emperador del Sacre Imperi Romanogermànic, mort a Buonconvento mentre assetjava Florència. La tomba, també desmuntada i recomposta, va ser esculpida per Tino di Camaino entre 1313 i 1315 i és situada al transsepte dret, mentre que originalment era al centre de l'absis, com a signe de la fe gibelina de la ciutat. Va ser traslladada diverses vegades de lloc per qüestions polítiques, i va ser separada en diverses parts, unes dins de l'església, altres a la façana, altres al cementiri monumental, i altres al museu.
Les 27 pintures que revesteixen la tribuna rere l'altar major representen Episodis de l'Antic Testament i Històries cristològiques. Van ser fetes entre el segle xvi i el segle xvii pels millors pintors de Toscana: Andrea del Sarto, Il Sodoma i Domenico Beccafumi. Les decoracions del segle xvii són nombroses i d'alt valor. Destaquen la creu de bronze de l'altar major i els àngels portacanelobres l'extrem de la transenna de marbre, obra de Giambologna. A més hi ha el baldaquí de plata ideat per Giovan Battista Foggini (1678-1686) a l'altar de la capella del Santíssim Sagrament. En els nombrosos altars laterals es troben pintures del segle xvi i del segle xvii elaborades per pintors prestigiosos. Particularment venerada és la imatge de la Verge amb el Nen (del segle xiii), anomenada Madonna di sotto, atribuïda a Berlinghiero Berlinghieri.
Els originals "graduals" de la catedral, obra de Giovanni Pisano de fins del segle xiii van ser substituïdes en 1865 per l'actual Sagrato. Aquests graduals envoltaven el perímetre de la catedral al nivell del terreny i consistien en un casc de requadres esculpits amb figures d'animals i caps. Actualment alguns fragments es poden veure al museu.

## Curiositats
- El lampadari per l'encens que hi ha al mig de la nau és anomenat de Galileo Galilei, car la llegenda diu que el científic formulà la seva teoria sobre l'isocronisme del pèndol observant les seves oscil·lacions. L'original, molt més petit, actualment es troba a la capella Aulla del Campo Santo
- Al costat nord, a l'esquerra de la façana davant del Campo Santo, a l'alçada de la vista es troba un tros de marbre d'orígens romans (com testimonia la decoració de motius vegetals que encara s'observa en una part), en què hi ha una sèrie de petits forats negres. Segons la llegenda, serien les marques deixades per les urpes del diable quan va pujar a la catedral, en un intent d'aturar la construcció. Sempre segons la llegenda, el nombre d'aquestes urpes oscil·larien cada vegada que intenti explicar (al voltant de 150, amb alguns signes més clars d'això de vegades passa per alt en el compte), així que de vegades porten els nens a no adonar-se que mai és el mateix dues vegades.
- Segons la llegenda, l'ànfora que hi ha sobre una columna a la dreta de l'àbsid és una de les fetes servir durant les Noces de Canà, on Jesús transformà l'aigua en vi.
- Dins de la catedral es troba el cos del Papa Gregori VIII

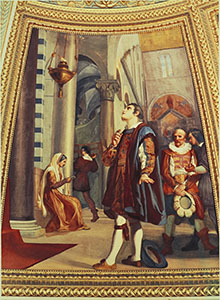
Galileu observa la làmpada del Duomo de Pisa
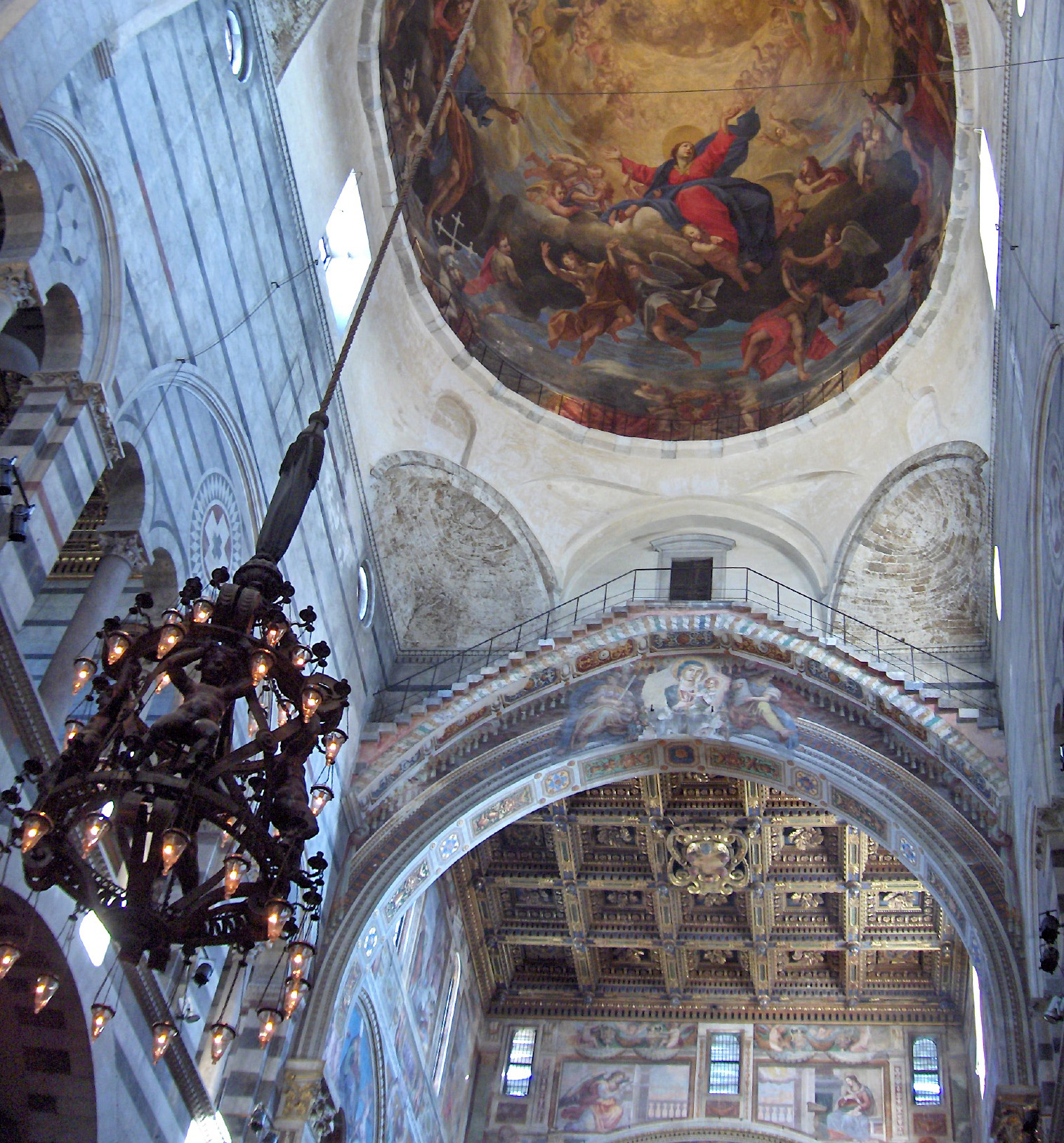
La considerada Làmpada de Galileu i la cúpula del duomo
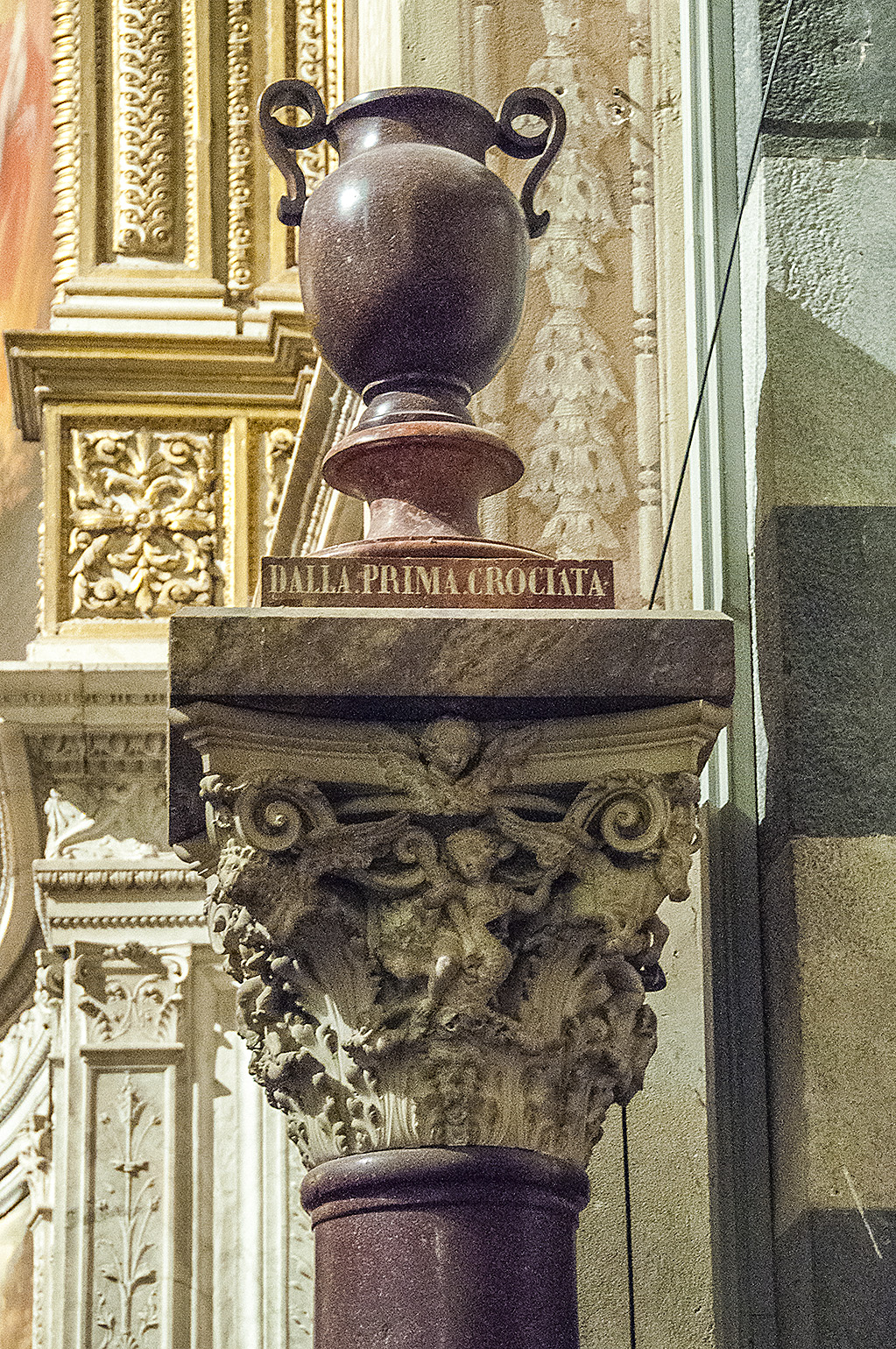
El vas provinent de les Noces de Canà.